# نتراج

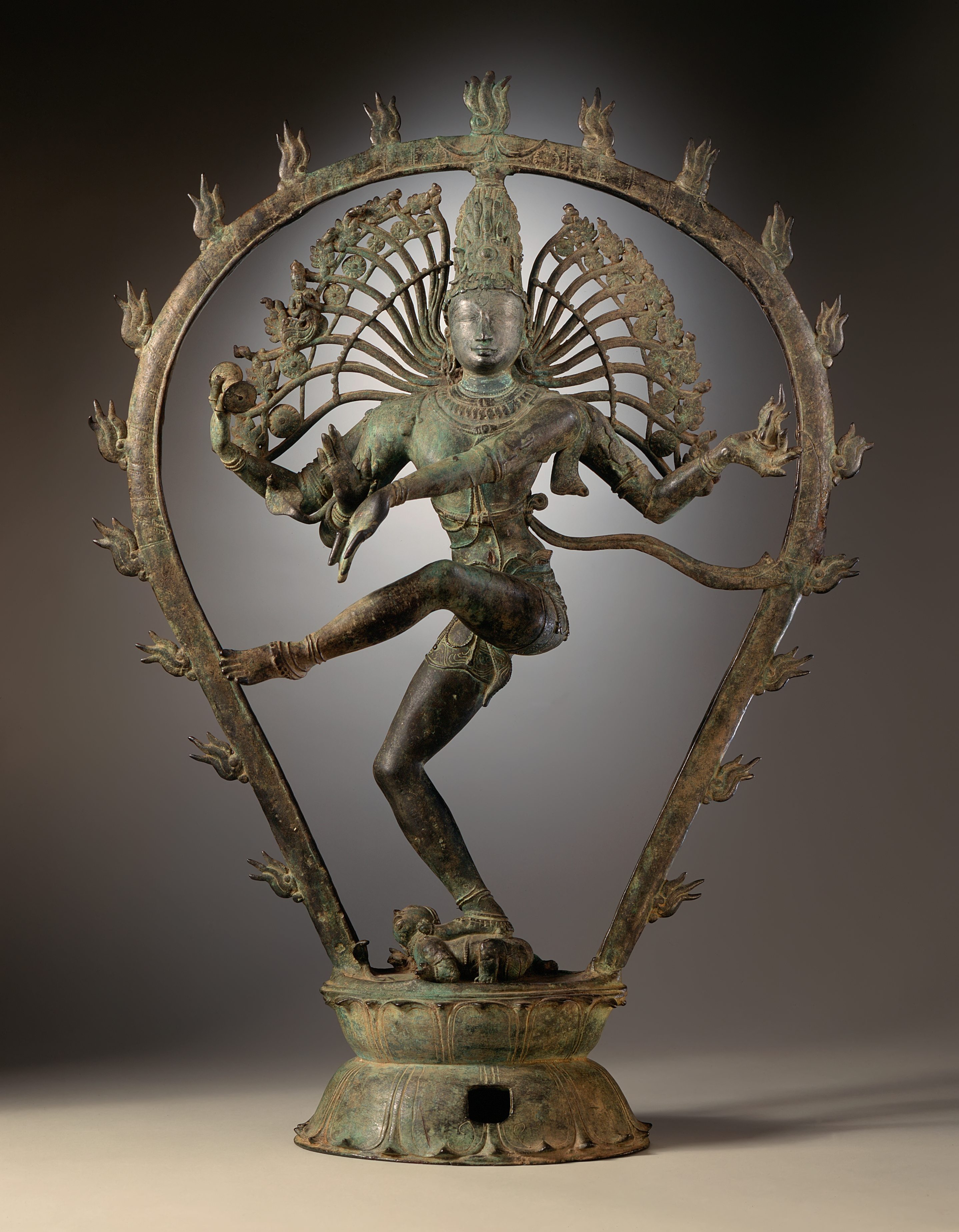
یک تندیس برنزی از رقص شیوا، مربوط به سده دهم میلادی در زمان دودمان چولا. موزه هنر شهرستان لس آنجلس.

نتراج (سانسکریت: नटराज، آوانگاری: Naṭarāja، ت. «پادشاه رقص») تجسم انسانی شیوا، از ایزدهای دین هندو است. این تجسم به صورت تندیس کوچک فلزی یا سنگی در بیشتر نیایشگاه‌های شیواپرستان جنوب هند نهاده می‌شود.
نتراج ترسیمی از شیوا به عنوان رقصنده کیهانی است که رقص الهی خود را به منظور نابود کردن کیهان فرسوده و آماده‌سازی وضعیت برای آغاز روند آفرینش توسط برهما (خدا) انجام می‌دهد.
رقص شیوا که تاندوه (سانسکریت: ताण्डव، آوانگاری: Tāṇḍava) نام دارد رقصی ایزدی است که منشأ چرخه آفرینش، حفظ آفریده‌ها، و فروپاشی و مرگ آن‌ها است. 
شیوا در این رقص خود اپسماره، دیو جهل و صرع را زیر پای راست خود سرکوب می‌کند. از آنجا که اپسماره از معدود دیوهایی است که جاودانه می‌ماند، باور بر این است که شیوا نیز برای سرکوب اپسماره تا ابدیت در صورت نتراج باقی می‌ماند.